# Сельское поселение «Село Спас-Загорье»
Се́льское поселе́ние «Село Спас-Загорье» — муниципальное образование в Малоярославецком районе Калужской области Российской Федерации.
Административный центр — село Спас-Загорье.

## История
Статус и границы сельского поселения установлены Законом Калужской области от 28 декабря 2004 года.

## Население
| 2010  | 2012  | 2013  | 2014  | 2015  | 2016  | 2017  |
| ----- | ----- | ----- | ----- | ----- | ----- | ----- |
| 1566  | ↗1582 | ↗1594 | ↘1587 | ↘1553 | ↘1528 | ↗1556 |
| 2018  | 2019  | 2020  | 2021  |       |       |       |
| ↘1533 | ↘1524 | ↗1529 | ↗1576 |       |       |       |

## Состав сельского поселения
В состав сельского поселения входят 7 населёных пунктов:
| № | Населённый пункт | Тип населённого пункта       | Население |
| - | ---------------- | ---------------------------- | --------- |
| 1 | Госсортоучасток  | село                         | ↗141      |
| 2 | Калиново         | деревня                      | ↘0        |
| 3 | Кривоносово      | деревня                      | ↗38       |
| 4 | Митинка          | деревня                      | ↗434      |
| 5 | Оболенское       | село                         | ↗722      |
| 6 | Спас-Загорье     | село, административный центр | ↘208      |
| 7 | Трёхсвятское     | деревня                      | ↘23       |